# Struga Gogolewska
Struga Gogolewska – ciek w Polsce, w województwie pomorskim, w powiecie słupskim, w granicach gmin Dębnica Kaszubska i Potęgowo, o długości ok. 6 km, prawy dopływ Maleńca. Istotny dla regulacji stosunków wodnych na potrzeby rolnictwa. Odcinki cieku objęte są ochroną w ramach rezerwatu przyrody „Gogolewko” oraz użytku ekologicznego „Łąki nad Ciekiem Gogolewskim”. Częściowo znajduje się także w obszarze mającym znaczenie dla Wspólnoty sieci Natura 2000 oraz w otulinie Parku Krajobrazowego „Dolina Słupi”.

## Położenie
Ciek przepływa przez obszar dwóch gmin w powiecie słupskim – Dębnica Kaszubska i Potęgowo. Zgodnie z ewidencją gruntów i budynków płynie przez obręby ewidencyjne: Łupawa, Gogolewko i Gogolewo (niewielki odcinek ujściowy). W podziale kraju na regiony fizycznogeograficzne jest położony na obszarze mezoregionu Wysoczyzna Polanowska, będącego częścią makroregionu Pojezierze Zachodniopomorskie. Mezoregion ten zaliczany jest do typu wysoczyzn młodoglacjalnych w większości o charakterze gliniastym, falistym lub płaskim.
Początek bierze na północny wschód od wsi Gogolewo, na wysokości ok. 80 m n.p.m. Początkowo płynie na południowy wschód i południe, po czym ok. 1 km na południe od Gogolewka obiera kierunek zachodni i tak płynie aż do ujścia. Uchodzi prawobrzeżnie do Maleńca na południe od zabudowań Gogolewa, na wysokości ok. 64 m n.p.m.

## Hydrologia
Ciek ma długość ok. 6 km. W podziale kraju na jednolite części wód powierzchniowych zlewnia Strugi Gogolewskiej jest częścią większej jednostki o numerze RW200017472649.

## Ichtiofauna
W cieku w latach 2008–2009 stwierdzono obecność dwóch gatunków ryb – Salmo trutta i ciernika (Gasterosteus aculeatus), oraz jeden gatunek minoga – minoga strumieniowego (Lampetra planeri). W latach 2003–2004 notowano także ukleję pospolitą (Alburnus alburnus), a w latach 1998–1999 zaobserwowano dodatkowo głowacza białopłetwego (Cottus gobio). Tylko dwa gatunki – Salmo trutta i minóg strumieniowy – zachowały ciągłość obserwacji w latach 1998–2008.

## Gospodarka
Struga Gogolewska jest odbiornikiem oczyszczonych ścieków z oczyszczalni komunalnej w Gogolewie, wykorzystującej biologiczno-mechaniczny sposób usuwania nieczystości. Woda spływająca do cieku charakteryzuje się chemicznym zapotrzebowaniem na tlen rzędu 73,27% oraz biochemicznym zapotrzebowaniem na tlen – 58,56%. Zawiesina redukowana jest w 71,14%.
Właściwy w sprawach gospodarowania wodami jest Regionalny Zarząd Gospodarki Wodnej w Gdańsku. Struga Gogolewska wymieniona jest w Rozporządzeniu Rady Ministrów z dnia 17 grudnia 2002 r. w sprawie śródlądowych wód powierzchniowych lub części stanowiących własność publiczną jako istotny dla regulacji stosunków wodnych na potrzeby rolnictwa.

## Ochrona
Odcinek cieku znalazł się w granicach rezerwatu przyrody „Gogolewko”, utworzonego 7 kwietnia 2018 w celu zachowania torfowisk soligenicznych ma powierzchni 37,51 ha.
Inny fragment koryta cieku objęty jest ochroną w ramach użytku ekologicznego „Łąki nad Ciekiem Gogolewskim” o powierzchni całkowitej 23,39 ha, którego zadaniem jest ochrona przepływowych torfowisk niskich – soligenicznego z roślinnością mechowiskową, oraz fluwiogenicznego z turzycowiskiem.
Dolina Strugi Gogolewskiej, poza odcinkiem źródłowym, znalazła się również w granicach otuliny Parku Krajobrazowego „Dolina Słupi” oraz obszaru mającego znaczenie dla Wspólnoty (projektowanego specjalnego obszaru ochrony siedlisk) „Dolina Słupi” (PLH220052) w ramach sieci Natura 2000. Tę drugą formę ochrony przyrody wyznaczono w styczniu 2014 na powierzchni 6991,48 ha.